# Pherocladus capucina
Pherocladus capucina là một loài bọ cánh cứng trong họ Ptilodactylidae. Loài này được Pic mô tả khoa học năm 1923.